# Тахтаров, Дометий Владимирович
Дометий Владимирович Тахтаров (1874—1939) — полковник 189-го пехотного Измаильского полка, герой Первой мировой войны, участник Белого движения.

## Биография
Православный. Из мещан. Образование получил в Самарском реальном училище.
В 1895 году окончил военно-училищные курсы Киевского пехотного юнкерского училища и был выпущен подпоручиком в Сурский резервный батальон. Произведен в поручики 1 июня 1899 года, в штабс-капитаны — 1 июня 1903 года. Участвовал в русско-японской войне. 17 сентября 1910 года переведен в 189-й пехотный Измаильский полк. Произведен в капитаны 29 июня 1911 года.
В Первую мировую войну вступил в должности командующего 3-м батальоном полка. Пожалован Георгиевским оружием
За то, что в бою 14 ноября 1914 года у с. Такошан, командуя батальоном, атаковал высоту, имевшую важное значение и занял ее с боя штыковым ударом.
Удостоен ордена Св. Георгия 4-й степени
За то, что в бою 23—24 апреля 1915 года, командуя батальоном и занимая отдельный участок на высотах западнее с. Хирова, для оказания поддержки своим войскам, находившимся в трудном положении, вследствие почти полного окружения противником, под убийственным огнем отбил его многократные атаки и тем дал время отойти остальным частям полка на новую позицию, a затем сам, будучи окружен со всех сторон сильнейшим противником, пробился сквозь него, не оставив ему трофеев, и присоединился к полку.
Произведен в подполковники 14 апреля 1915 года «за отличия в делах против неприятеля», в полковники — 9 августа 1916 года. С 12 января 1917 года назначен командиром 189-го пехотного Измаильского полка. В 1918 году был председателем ликвидационной комиссии полка.
В Гражданскую войну участвовал в Белом движении в составе Добровольческой армии и ВСЮР. С 28 ноября 1918 года состоял в резерве чинов при штабе Главнокомандующего ВСЮР, с 22 января 1919 года — в резерве чинов при штабе Кавказской Добровольческой армии. В марте 1920 года эвакуировался из Новороссийска.
В эмиграции в Югославии. Умер в 1939 году в Панчеве. Похоронен на местном кладбище. Его жена Юлия Карловна, сын Александр.

## Награды
- Орден Святого Станислава 3-й ст. (ВП 15.03.1903)
- Орден Святой Анны 3-й ст. (ВП 23.07.1907)
- Орден Святого Станислава 2-й ст. (1911)
- Орден Святой Анны 2-й ст. (ВП 18.02.1914)
- Орден Святой Анны 4-й ст. с надписью «за храбрость» (ВП 1.02.1915)
- мечи к ордену Св. Анны 2-й ст. (ВП 1.02.1915)
- Георгиевское оружие (ВП 22.04.1915)
- Орден Святого Владимира 4-й ст. с мечами и бантом (ВП 21.05.1915)
- Орден Святого Георгия 4-й ст. (ВП 9.09.1915)
- Высочайшее благоволение «за отличия в делах против неприятеля» (ВП 12.09.1916)
- Орден Святого Владимира 3-й ст. с мечами (ПАФ 14.05.1917)